# Abri du Grand-Lot
L'abri du Grand-Lot (du nom du lieu-dit « le Grand Loh ») est un abri d'intervalle de la ligne Maginot, situé sur la commune d'Escherange, dans le département de la Moselle.

## Description
Il s'agit d'un abri CORF (du nom de la Commission d'organisation des régions fortifiées), du type abri-caverne (l'autre modèle étant l'abri de surface), reprenant l'architecture classique de ce type de réalisation, à savoir des locaux souterrains, à accès en puits, surmontés de deux coffres d'accès.
Chaque bloc d'accès comporte un fossé diamant, une passerelle escamotable, et les moyens de défense rapprochée classiques de ce type de structure.
Cet abri présente toutefois la particularité remarquable d'être relié au gros ouvrage de Rochonvillers par une galerie souterraine.
Situé dans l'enceinte du même gros ouvrage, il a été modernisé en même temps que ce dernier. Entre autres, ses fossés diamants ont été à cette occasion surmontés de caillebotis, ses passerelles escamotables supprimées et ses créneaux de défense de façade pour fusils mitrailleurs murés.

## État actuel
Les superstructures sont toujours visibles et les cuirassements en place.
Toujours propriété de l'État, situé en terrain de manœuvres militaires, son approche extérieure est soumise à autorisation auprès des autorités compétentes.